# Base navale d'Ushuaïa
La base navale intégrée Almirante Berisso (espagnol : Base Naval Integrada Almirante Berisso, que l'on retrouve parfois sous l’acronyme BNUS) est une base navale de la Marine argentine située dans la ville d'Ushuaïa, dans la province de Terre de Feu, Antarctique et Îles de l’Atlantique Sud. Il s'agit du port militaire le plus austral sur le continent américain. L'Armée argentine se sert de cette base pour garantir la souveraineté du pays sur la partie argentine du canal Beagle. Il s'agit également d'un port et d'un important centre logistique argentin pour l'accès à l'Antarctique. Elle a été nommée en l'honneur du vice-amiral Emilio Rodolfo Berisso (1923-1972).

## Histoire
La création de la BNUS est décidée la 13 décembre 1950, par le décret no 26.424, signé par le président Juan Domingo Perón et le ministre E.B. García avec pour objectif qu'elle constitue la « base opérationnelle des navires de soutien qui opèrent dans le secteur sud ». Le décret prévoit que la base devait être équipée pour pouvoir fournir un appui logistique aux navires à cette fin. Il faisait référence, en particulier, l'exécution des travaux de réparation pour permettre aux navires de poursuivre leurs opérations, ou de les remettre en état de façon qu'il soit capable de rejoindre leur base principale, en fonction de l'importance de leurs avaries. La base est établie dans les anciens bâtiments de la prison d'Ushuaïa.
La profondeur des eaux du port de la BNUS lui permet d'accueillir de grands navires. La base est utilisée par les navires de la Marine argentine impliqués dans la campagne de l'Antarctique (Campaña Antártica) chaque année pour l'entretien et le ravitaillement des bases argentines. La Estación Aeronaval Ushuaia (l'ancien aéroport), à partir de laquelle les avions et les hélicoptères de l'aviation navale argentine (COAN), fait également partie de la base.
Pendant la Guerre des Malouines, des visites ont été reçues en signe de solidarité avec les conscrits par des dirigeants du Parti justicialiste, à la demande de Deolindo Bittel. En 2021, le président Alberto Fernández annonce son intention de transformer la base navale en un centre logistique antarctique.

## Área Naval Austral(ANAU)
Le commandement de la zone navale australe (Área Naval Austral) est créé le 16 décembre 1974. La zone géographique de sa juridiction comprend l'extrémité sud de l'Argentine continentale, la grande île de la Terre de Feu et l'île des États, ainsi que les vastes espaces maritimes qui s'étendent jusqu'au parallèle 60° Sud.
Le commandement de la zone navale australe est rempli par un commandant qui, en plus de la base navale intégrée, a sous sa responsabilité le groupe de vedettes rapides (Agrupación de Lanchas Rápidas), l'hôpital naval d'Ushuaïa, l'Intendance navale, les bases aéronavales d'Ushuaïa et de Río Grande et la station navale Puerto Deseado (Apostadero Naval Puerto Deseado) et la Force d'infanterie de marine australe. Le commandement de la zone navale australe remplit une mission importante en lien avec la recherche et le sauvetage des navires en détresse en haute mer, le contrôle de l'océan et de ses ressources et le trafic maritime dans le canal Beagle.

## Bâtiments affectés à la base
Les bâtiments affectés à la base sont :
- ARA Intrépida (es)
- ARA Baradero (es)
- ARA Barranqueras (es)
- ARA Concepción del Uruguay (es)
- ARA_Clorinda (es)
- ARA Zurubí (es)
- ARA Teniente Olivieri (es)
- ARA Toba (es)